# Nicolás Lodeiro
Nicolás Lodeiro (wym. [nikoˈlas loˈðejɾo]; ur. 21 marca 1989 w Paysandú) – urugwajski piłkarz występujący na pozycji ofensywnego pomocnika, chociaż może pełnić także rolę lewoskrzydłowego. 

## Kariera klubowa
Nicolás Lodeiro jest wychowankiem klubu Barrio Obrero, z którego w wieku 14 lat trafił do Nacionalu Montevideo. W zespole seniorów zadebiutował 19 sierpnia 2007 w derbowym spotkaniu z Fénixem. Lodeiro był kluczowym zawodnikiem swojego klubu podczas rozgrywek Copa Libertadores 2009, w których Nacional dotarł do półfinału. Urugwajczyk w turnieju strzelił łącznie 4 gole – zdobył po 1 bramce w meczach z peruwiańskim Universidadem San Martín, paragwajskim Nacionalem Asunción, argentyńskim River Plate oraz rewanżowym pojedynku z Nacionalem Asunción.
Na początku 2010 Lodeiro podpisał 2,5-letni kontrakt z Ajaksem Amsterdam z możliwością przedłużenia go o kolejne 2 lata. Kwota transferu wyniosła 3,5 miliona euro. Wcześniej sprowadzeniem Urugwajczyka był również zainteresowany AZ Alkmaar, który prowadził z zawodnikiem rozmowy w sprawie zmiany klubu. Przy transferze Lodeiro do Ajaksu pomagał jego rodak i były kolega klubowy z Nacionalu – Luis Suárez. W Eredivisie urugwajski pomocnik zadebiutował 7 lutego 2010 w zwycięskim 3:0 meczu z FC Twente, kiedy to w 83. minucie zmienił Marko Pantelica.
W latach 2012–2014 Lodeiro grał Botafogo FR, w latach 2014-2015 - w Corinthians, a w latach 2015-2016 w CA Boca Juniors. W 2016 przeszedł do Seattle Sounders FC.

## Kariera reprezentacyjna
Lodeiro ma za sobą występy w reprezentacji Urugwaju do lat 20. W 2009 zajął z nią 3. miejsce w Mistrzostwach Ameryki Południowej w Wenezueli oraz dotarł do 1/8 finału Młodzieżowych Mistrzostw Świata w Egipcie.
W seniorskiej reprezentacji Urugwaju Lodeiro zadebiutował 14 listopada 2009 w zwycięskim 1:0 meczu barażowym o awans do Mistrzostw Świata w RPA z Kostaryką. W rewanżowym pojedynku padł wynik 1:1, na mundial awansowali Urugwajczycy, a Lodeiro został wybrany przez goal.com najlepszym piłkarzem meczu. W samych mistrzostwach piłkarz zadebiutował 11 czerwca w pierwszym meczu Urugwaju przeciwko Francji, w którym wszedł na boisko w drugiej połowie i po 18 minutach za faul na Bacarym Sagni dostał drugą żółtą, a w efekcie czerwoną kartkę. Został tym samym pierwszym zawodnikiem, który otrzymał czerwoną kartkę na Mistrzostwach Świata 2010. Na mundialu Urugwajczycy zajęli ostatecznie 4. miejsce przegrywając w meczu o brązowy medal z Niemcami 2:3.

## Styl gry
Lodeiro jest lewonożny. Jego rodak – Bruno Silva powiedział, że jest to typowy ofensywny pomocnik, ma dobrą mentalność oraz jest bardzo dobrze wyszkolony technicznie. Jest liderem na boisku i nie boi się otrzymywać piłki od partnerów. Silva porównał Lodeiro do Keisuke Hondy dodając jednak, że Urugwajczyk jest bardziej aktywny na boisku.